# Рђавоивичасти гуан
Рђавоивичасти гуан (лат. Penelope superciliaris) је врста птице из рода Penelope, породице Cracidae. 

## Станиште
Живи у сухим подручјима североисточног Бразила (екорегије Серадо и Катинга), југоисточног Бразила, источног Парагваја, те североисточне Аргентине и источне Боливије у Пантаналу. Природна станишта су јој суптропске и тропске влажне низинске шуме.

## Подврсте
Има три подврсте. То су:
- - Бразилски део Амазоније
- - средишњи и јужни Бразил и источна Боливија
- - јужни Бразил, источни Парагвај и североисток Аргентина